# Mikko Niskanen

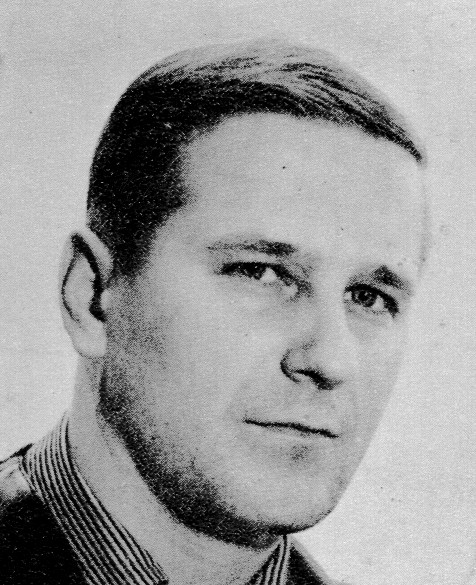
Mikko Niskanen

Mikko Niskanen (31 de enero de 1929-25 de noviembre de 1990) fue un actor, director, guionista y productor cinematográfico y televisivo finlandés. 

## Biografía
Su nombre completo era Mikko Johannes Niskanen, y nació en Äänekoski, Finlandia, siendo el tercero de los seis hijos de Uuno Niskanen y Lempi Argillander.
A los trece años de edad Niskanen empezó a trabajar en ocupaciones variadas como la silvicultura. Dos años más tarde se mudó a Jyväskylä para estudiar mecánica de automóviles y dedicar parte de su tiempo al teatro. Aprendió oratoria de Terttu Pajunen-Kivikäs, e ingresó en la Academia de Teatro de la Universidad de las Artes de Helsinki en 1947, empezando también de manera progresiva sus actividades cinematográficas. Graduado como actor en 1950, trabajó como tal en teatros de Jyväskylä y Kuopio, así como para la productora Suomen Filmiteollisuus desde 1954 a 1958. Niskanen también estudió dirección cinematográfica en la Escuela de Cine de Moscú entre 1958 y 1961.

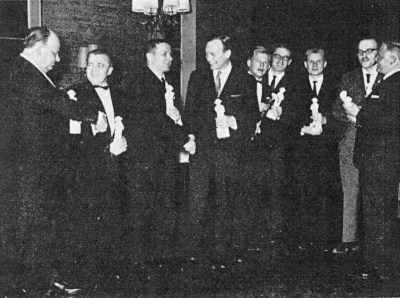
Premio Jussi de 1964. De izq. a der.: Kaarlo Nuorvala, Esko Nevalainen, Mikko Niskanen, Matti Oravisto, Erkko Kivikoski, Virke Lehtinen, Juho Gartz, Kari Rydman y Niilo Heino

A los 26 años Niskanen actuó en la película de Edvin Laine Tuntematon sotilas (1955). También actuó en cintas como Tanssi yli hautojen (1950), Pekka ja Pätkä sammakkomiehinä (1957), Verta käsissämme (1958) y Täällä Pohjantähden alla (1968), así como en producciones dirigidas por él mismo, como fue el caso de Lapualaismorsian (1967), Kahdeksan surmanluotia (1972), Pulakapina (1976), Syksyllä kaikki on toisin (1978), Ajolähtö (1982), Mona ja palavan rakkauden aika (1983), Elämän vonkamies (1986) y Nuoruuteni savotat (1988). Para el rodaje de algunas de sus películas, Niskanen construyó una casa estudio, a la que se llamó Käpykolo, situada en Konginkangas.
Gracias a su trabajo como director, a lo largo de su carrera obtuvo seis Premios Jussi.
Mikko Niskanen falleció en 1990 en Helsinki, Finlandia, a causa de un cáncer, con 61 años de edad. Fue enterrado en el Cementerio Malmin hautausmaa de dicha ciudad. Se había casado en tres ocasiones, acabando todos los matrimonios en divorcio. Su primera esposa fue Eila Mäkelä (1950–1954), casándose después con Margareta Ivanova (1960–1967) y con Vuokko Niskanen (1974–1978). Esta última escribió un libro de memorias sobre su matrimonio titulado Mieheni Mikko ja minä (Tammi 2001).

## Filmografía (selección)

### Director
- 1962 : Pojat
- 1963 : Sissit
- 1963 : Hopeaa rajan takaa
- 1964 : Skatta
- 1966 : Tie Pentinkulmalle (TV)
- 1966 : Ihmisiä elämän pohjalla (TV)
- 1966 : Käpy selän alla
- 1967 : Lapualaismorsian
- 1967 : Elokuva jalostavasta rakkaudesta (TV)
- 1968 : Asfalttilampaat
- 1969 : Elävä ruumis (TV)
- 1971 : Laulu tulipunaisesta kukasta
- 1972 : Kahdeksan surmanluotia (TV)
- 1973 : Pajatso (TV)
- 1973 : Pienviljelijöitä (TV)
- 1974 : Kianto – omat koirat purivat (TV)
- 1977 : Pulakapina
- 1978 : Syksyllä kaikki on toisin
- 1982 : Ajolähtö
- 1983 : Mona ja palavan rakkauden aika
- 1986 : Elämän vonkamies
- 1988 : Nuoruuteni savotat

### Guionista
- 1982 : Ajolähtö
- 1978 : Syksyllä kaikki on toisin
- 1972 : Åtta dödsskott
- 1963 : Silver bortom gränsen
- 1962 : Stridspatrull
- 1962 : Grabbarna

### Actor
- 1985 : Okänd soldat
- 1978 : Syksyllä kaikki on toisin
- 1976 : Pulakapina
- 1972 : Åtta dödsskott
- 1966 : En kotte under ryggen
- 1958 : Träskalle och Stumpen i Suez